# نوربرت كيريني
نوربرت كيريني (بالمجرية: Kerényi Norbert)‏ هو لاعب كرة قدم مجري في مركز الدفاع، ولد في 10 أبريل 1976 في بودابست في المجر. لعب مع نادي أويبست ونادي بكسكابا 1912 إلوره ونادي روفانييمن بالوسورا ونادي فاساس.